# (1802) Zhang Heng
(1802) Zhang Heng es un asteroide perteneciente al cinturón de asteroides descubierto por el equipo del observatorio de la Montaña Púrpura, en Nankín, China, desde la estación astronómica homónima, el 9 de octubre de 1964.

## Designación y nombre
Zhang Heng se designó inicialmente como 1964 TW1.
Posteriormente fue nombrado en honor del astrónomo chino Zhang Heng (78-139).

## Características orbitales
Zhang Heng orbita a una distancia media del Sol de 2,842 ua, pudiendo acercarse hasta 2,735 ua y alejarse hasta 2,949 ua. Su inclinación orbital es 2,689° y la excentricidad 0,03773. Emplea en completar una órbita alrededor del Sol 1750 días.